# Live at Montreux Jazz Festival 2001
Live at Montreux Jazz Festival 2001 – piąty album koncertowy Burning Speara, jamajskiego wykonawcy muzyki reggae.
Płyta została wydana 28 stycznia 2002 roku przez Burning Music, własną wytwórnię Speara. Znalazło się na niej nagranie z koncertu muzyka na festiwalu jazzowym w Montreux w lipcu 2001 roku. Produkcją krążka zajął się sam wokalista.

## Lista utworów
1. "The Youth"
2. "Jah Nuh Dead"
3. "Nyah Keith"
4. "Man In The Hills"
5. "Tumble Down"
6. "Old Marcus"
7. "Rocking Time"
8. "Columbus"
9. "Slavery Days"
10. "Postman"
11. "Happy Day"

## Muzycy
- Cecil Ordonez - gitara
- Galbert Spence - gitara rytmiczna
- David Richard - gitara basowa
- Michael Ramsey - perkusja
- Stephen Stewart - keyboard
- Clyde Cummings - saksofon
- Micah Robinson - puzon
- James Smith - trąbka